# Wyższa Szkoła Nauk Stosowanych w Rudzie Śląskiej
Wyższa Szkoła Nauk Stosowanych w Rudzie Śląskiej (WSNS) dawniej Wyższa Szkoła Handlowa w Rudzie Śląskiej (WSH) znajduje się w dzielnicy Orzegów przy ulicy Królowej Jadwigi 18. Patronem uczelni jest Jadwiga Andegaweńska.

## Oferta
Uczelnia oferuje zdobycie dyplomów na poziomie licencjata i magistra z kierunku pielęgniarstwo.

## Kierunki studiów

### Pielęgniarstwo
- studia pierwszego stopnia
- studia zawodowe pomostowe

- studia drugiego stopnia